# Вишнепольский, Кирилл Александрович
Кирилл Александрович Вишнепольский (род. 19 сентября 1973, Краснодар) — российский журналист, главный редактор журналов Русский Newsweek и Men’s Health (Россия).

## Биография
- Родился в Краснодаре.
- Окончил факультет филологии и журналистики РГУ.
- C 1992 года работал в городской газете Ростова-на-Дону «Город N»[1].
- С 1995 до 2003 года работал корреспондентом, заведующим отделом, заведующим IT-службы ИД «Коммерсантъ», интернет-обозревателем в журнале «Коммерсантъ-Власть»[1];
- C 2003 по 2007 гг. занимал должность заместителя главного редактора, первого заместителя главного редактора русской версии журнала «Forbes». Руководил работой над рейтингом богатейших предпринимателей.
- С 2008 года — сначала был исполняющим обязанности главного редактора, затем главным редактором в журнале «Русский Newsweek»[2];
- С 2008 года — стал главным редактором журнала «Men`s Health»[2].
- С августа 2016 — Заместитель соруководителей объединённой редакции РБК.